# Granösundet
Granösundet är ett sund i Finland. Det ligger i landskapet Nyland, i den södra delen av landet, 60 km öster om huvudstaden Helsingfors.
Granösundet ligger mellan Sarvsalö i norr och Granön i söder.